# Hiwasse (Arkansas)
Hiwasse è un census-designated place (CDP) degli Stati Uniti d'America, situato in Arkansas, nella contea di Benton. Secondo il censimento del 2010 gli abitanti di Hiwasse ammontavano a 497.
Due siti di Hiwasse sono stati inseriti nel National Register of Historic Places: la Hiwasse Bank Building e la Banks House.